# Muirna
Muirna – w mitologii celtyckiej żona Cumhala i matka Fionna mac Cumhaila.
Postać Muirny pojawia się w mitologii celtyckiej, w micie o Fionnie mac Cumhailu, bohaterze mającym prawdopodobnie pierwowzór historyczny. Muirna, córka druida imieniem Tadhg, była jego matką, ojcem zaś wódz Cumhall, który zdobył Muirnę, porywając ją, za co spotkała go kara w postaci odebrania władzy. Tenże Cumhall poległ w bitwie pod Cuncha w okolicy współczesnej miejscowości Castleknock, zabity ręką Golla mac Morna, któremu to wcześniej przekazał władzę nad swym fiannu. W czasie jego śmierci Muirna była w ciąży. Obawiając się rodowej zemsty, wedle jednej z wersji mitu po porodzie uciekła z potomkiem w dzikie tereny. Wedle innej opiekę nad dzieckiem sprawowała w dziupli czy jamie przybrana matka.